# Big Brother (Grecja)
Big Brother – grecka wersja Big Brothera. Premiera reality show zaczęła się 10 września 2001 roku. Reality show zakończyło się 29 grudnia 2005 roku. Wyemitowano 4 edycje. Stacja telewizyjna, która pokazywała show była ANT1. Prowadzącymi show byli Andreas Mikroutsikos (2001-2003) i Tatiana Stefanidou (2005). W roku 2010 program został wznowiony na kanale Alpha TV.

## Edycje

### 1 edycja
Start: 10 września 2001 Koniec: 31 grudnia 2001

Dni: 113

Zwycięzca: Giorgos Triantafyllidis

### 2 edycja
Start: 8 marca 2002 Koniec: 1 lipca 2002

Dni: 116

Zwycięzca: Alexandros Moskhos

### 3 edycja
Start: 10 marca 2003 Koniec: 30 czerwca 2003

Dni: 113

Zwycięzca: Thodores Jspógloy

### 4 edycja
Start: 3 października 2005 Koniec: 29 grudnia 2005

Dni: 88

Zwycięzca: Nikos Papadopoulos

### 5 edycja
Start: 3 października 2010 Koniec: 30 stycznia 2011

Dni: 119

Zwycięzca: Giannis Foukakis